# 세 친구 (1996년 영화)
"세 친구"는 1996년에 개봉한 대한민국의 영화이다. 사회에 첫발을 내딛는 20대 세 청년의 쓸쓸한 성장을 담담한 시각으로 과장없이 그리면서 그들이 겪는 일들을 통해 대한민국 사회의 모순과 부조리를 짚었다. 제1회 부산국제영화제에서 넷팩상(아시아영화진흥기구상)을 받았다.

## 캐스팅
- 김현성: 무소속 역
- 이장원: 삼겹 역
- 정희석: 섬세 역
- 김화영: 섬세 모친 역
- 김영수: 섬세 부친 역
- 정현무: 소속 부친 역
- 최상규: 삼겹 부친 역
- 진수현: 미경 역
- 한상순: 삼겹 모친 역
- 이선희: 삼겹 동생 역
- 김성현: 삼겹 동생 역
- 허웅: 삼겹 동생 역
- 조소희: 섬세 동생 역
- 이영숙: 꽃집 여성 역
- 손동희: 미경 애인 역
- 유연수: 교련 교사 역
- 김정식: 만화잡지사 사장 역
- 박원상: 폭력 상병 역
- 맹봉학: 슈퍼 주인 역